# Clúster de Nanotecnologia
El Clúster de Nanotecnologia està situat en el Parc d'Investigació i Innovació Tecnològica de Monterrey (PIIT) en el municipi d'Apodaca, Nuevo León a Mèxic. Va ser inaugurat el 9 de juny de 2008 i constitueix el primer esforç a Amèrica Llatina per promoure la investigació, la transferència, la incubació i suport a projectes d'investigació bàsica i aplicada que explotin les noves propietats de la matèria en incorporar-li materials nanoestructurats així com en la recerca de noves aplicacions tecnològiques i comercials als nanomaterials.

## Integrants
El clúster de nanotecnologia del PIIT està integrat per 28 membres, dels quals 15 són fundadors. Tots els projectes d'investigació es fan en col·laboració amb diverses empreses nacionals i internacionals, així com amb institucions acadèmiques. Aquests projectes s'agrupen de la següent manera:
- Cinc centres públics d'investigació:
  - CINVESTAV, unitat Monterrey
  - Centre d'Investigació en Materials Avançats, unitat Monterrey
  - Centre d'Investigació i Assistència en Tecnologia i Disseny de l'Estat de Jalisco (CIATEJ), unitat Monterrey
  - Centre d'Investigació en Matemàtiques, unitat Monterrey
  - Centre d'Investigació Científica i d'Educació Superior d'Ancorada, unitat Monterrey
- Cinc universitats Mexicanes:
  - Institut Tecnològic i d'Estudis Superiors de Monterrey (ITESM)
  - Universitat Autònoma de l'Estat de Nuevo León (UANL)
  - Universitat de Monterrey (UDEM)
  - Universitat Nacional Autònoma de Mèxic (UNAM)
  - Institut Tecnològic de Nuevo León (ITNL)
- Dues universitats estrangeres:
  - Universitat d'Arizona
  - Universitat de Texas a Austin
- Dues institucions de govern:
  - SEDEC
  - I2T2
- 18 empreses privades (dues d'elles PIMES)

A més en el clúster de nanotecnologia es tenen convenis amb diferents institucions (Universitat de Texas a Austin, UANL, COMIMSA, CINVESTAV, Universitat Autònoma de Coahuila, CIDESI, la Universitat Tecnològica de Chalmers, la Universitat de Texas a Dallas, el Centre d'Investigació en Química Aplicada, la Benemérita Universitat Autònoma de Puebla,LA TEVA/i ONERA, el Royal Institute of Technology, la Universitat de Guadalajara, la Universitat Autònoma de Querétaro, la Universitat de Guanajuato, la Universitat de Sonora, Universitat de Twente-Holanda, la Universitat de Texas en Sant Antonio, la Universitat Veracruzana) i amb empreses com Metalsa, Vitro, Cemex i Simplex.

## Capacitats d'anàlisis
El Clúster de Nanotecnologia del PIIT té diverses capacitats i infraestructura per realitzar anàlisis diverses, tals com:
- Materials i manufactura
- Anàlisi química
- Proves mecàniques
- Rajos X
- Microscòpia
- Preparació de mostres metal·logràfiques
- Anàlisi Tèrmica
- Espectroscòpia i cromatografia
- Cromatografia de gasos
- Cromatografia de líquids
- Còmput i simulació de processos
- Metrologia
- Informàtica i Telecomunicacions (comunicacions òptiques)
- Biologia Molecular
- Cromatografia aplicada a biologia
- Biomicroscòpia
- Centrifugació
- Bioprocessos
- Anàlisi Física-Química
- Preparació de Mitjans de Cultiu
- Incubació.

## Projectes
Dins del PIIT es troba organitzades diverses institucions que en col·laboració ajuden al desenvolupament de projectes d'investigació en comú o, en casos específics, projectes individuals en diverses àrees per exemple:
- El Institut Tecnològic i d'Estudis Superiors de Monterrey (ITESM) en col·laboració amb CEMEX i Universitat Estatal d'Arizona es troba treballant al Centre de Materials Avançats per avaluar nous materials reciclats i alterns amb les seves aplicacions a l'àrea de construccions.
- El Centre d'Enginyeria i Desenvolupament Industrial (CIDESI) està desenvolupant tecnològica per a la fabricació de línies de muntatge i màquines per a la indústria electrodomèstica, del vidre i del ciment, entre d'altres.
- En el Centre d'Investigació de Materials Avançats (CIMAV) s'han invertit $10 Milions de dòlars per part del govern de Nou León en conjunt amb el Consell Nacional de Ciència i Tecnologia (CONACYT) per inaugurar dins del la primera incubadora de Nanotecnologia en tota Amèrica Llatina la qual és la projecció més importants del clúster de Nanotecnologia.

## Incubadora de Nanotecnologia
Aquesta incubadora compta amb cinc laboratoris especialitzats, dissenyats i equipats apropiadament per a la producció de nanomaterials, on es duen a terme els següents projectes associats a la indústria o a empreses en incubació.
| Encarregat         | Projecte |
| ------------------ | --- |
| Owens Corning      | Nanopartícules per reforçar poliestirè expandit |
| LAMOSA             | Esmalts ceràmics bactericides |
| INDÚSTRIES VAGUE   | Desenvolupament de noves formulacions de carbó reforçat amb nanotubs per a aplicacions tribològiques                                                                          |
| GOVAL              | Desenvolupo d'instrumental quirúrgic |
| METALSA            | Avaluació tecnològica de la dissolució anòdica a alta velocitat per a aplicació en el perforat de travessers Avaluació de tecnologies de tractaments tèrmics per a travessers |
| VITRO              | Recobriments sol- gel per al control solar |
| Grup Simplex       | Separació PVC - PET, fabricació de fulles resistents al desgast |
| Viakable, Magnekon | Avaluacions de la tecnologia d'esmaltat |

L'any 2010 els següents projectes es van dur a terme en la incubadora de nanotecnologia:
- Modelatge, desenvolupament i caracterització d'elèctrodes alternatius per a aplicacions en electrònica flexible.
- Efecte de la grandària i morfologia de nano partícules d'òxid de zinc per a aplicacions fotovoltaiques
- Nano compostos metàl·lics- Polimèrics via química de nitròxids.
- Reforçament de compostos polimèrics amb nanotubs de carboni.
- Estudi teòric de la reactivitat de lligants del tipus dienil i fulerè enfront del beril·li i la seva interacció amb hidrogen molecular.
- Investigació de la incorporació de nanopartícules en matrius polimèriques guarides mitjançant radiació ultraviolada per a l'obtenció de recobriments.
- Aprofitament de l'energia solar mitjançant el desenvolupament de compostos nanopartícula metàl·lica- polímer per a ús com a material actiu en cel·les fotovoltaiques.
- Desenvolupament d'elèctrodes transparents per a la seva aplicació en cel·les solars orgàniques utilitzant mètodes humits escalables a un procés de fabricació industrial de rotllo a rotllo.

### Altres clústers en PIIT
Uns altres dels elements més importants del PIIT són les següents Incubadores i Acceleradores:
- Incubadora de Biotecnologia.
- Incubadora de TU i Programari.
- Incubadora en Energies Renovables i Habitatge Sustentable.